# 風戸南陽子
風戸 南陽子（かざと なおこ、1971年2月8日 - ）は、テレビ熊本の元アナウンサーで、現在は、フリーで熊本県を拠点に活動するラジオ番組のパーソナリティとして活躍している。千葉県松戸市出身、水瓶座。
長年本名である風戸 直子名義で活動していたが、2018年4月頃から活動名を風戸 南陽子（読み同じ）に変える。

## 人物
- ウグイス嬢の経験を持つ。福岡ソフトバンクホークス、ロアッソ熊本のファンである。
- 趣味は、ジョギングと農作業。

## 現在の出演番組
2020年10月現在
- WINDY（熊本シティFM 金曜6:30 - 9:30、2019年10月 - ）
- FMK RADIO BUSTERS（エフエム熊本 月～木16:00 - 18:55）（毎週火曜日の『AROUND BUSTERS』で月1回登場）
- Roasso Links（エフエム熊本 木曜20:00～20:30）
- FM791 ロアッソ熊本 VICTORY RADIO（熊本シティFM、ロアッソ熊本ホームゲーム時の放送）

## 過去の担当番組
- 桂木まやのシャバダバサタデー(RKKラジオ、リポーター。2017年4月 - 2020年)
- とんでるワイド 大田黒浩一のきょうも元気!（RKKラジオ 月曜・火曜担当、2005年4月 - 2009年3月）
- FMK EVENING JOURNAL（FM熊本 水曜17：25～17：40）
- VIVA! ROASSO RADIO（RKKラジオ 月曜21:00～21:52）